# Amt Reineberg

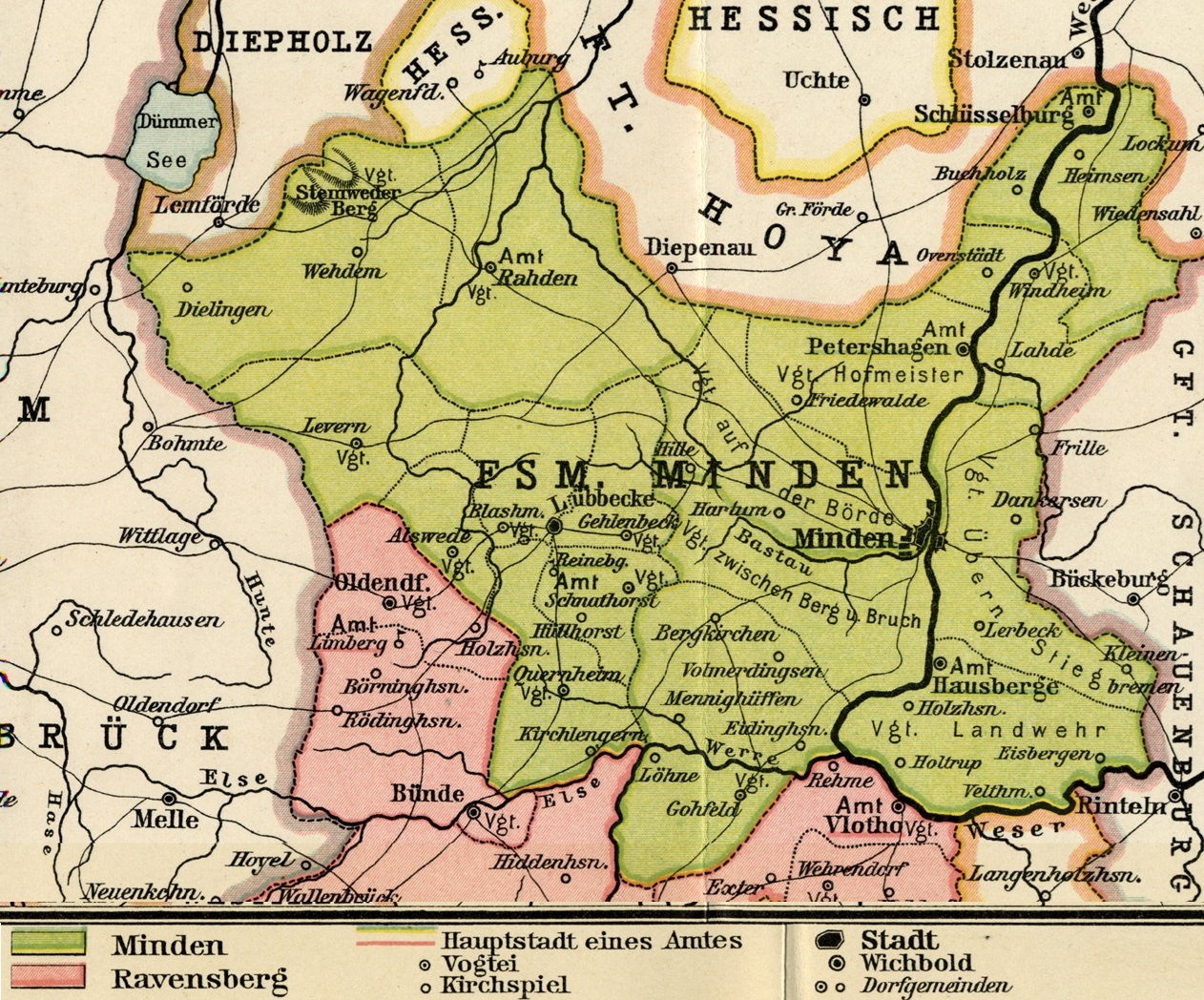
Das Fürstentum Minden mit seinen Ämtern und Vogteien

Das Amt Reineberg war eines von fünf Ämtern des bis 1807 bestehenden ostwestfälischen Fürstentums Minden. Sein Gebiet gehört heute zu den Kreisen Herford und Minden-Lübbecke in Nordrhein-Westfalen.

## Geographie
Das Amt erstreckte sich beiderseits des Wiehengebirges. Die namensgebende Burg Reineberg, von der heute nur noch wenige Spuren erkennbar sind, befand sich auf dem Reineberg im Wiehengebirge südlich der Stadt Lübbecke, die selbst dem Amt Reineberg nicht angehörte und von diesem umschlossen wurde. Im 18. Jahrhundert grenzte das Amt im Westen an das ravensbergische Amt Limberg und das Hochstift Osnabrück, im Norden und Osten an die mindischen Ämter Rahden, Petershagen und Hausberge sowie im Süden an das ravensbergische Amt Sparrenberg. Seine Fläche betrug ca. 265 km².

## Geschichte
Die Burg Reinberg wurde 1221 erstmals urkundlich erwähnt. Sie war zunächst gemeinsamer Besitz der beiden Fürstbistümer Minden und Osnabrück. Später gelangt sie in den alleinigen Besitz der Bischöfe von Minden und diente als mindische Landesburg nicht nur als befestigter Stützpunkt, sondern als Verwaltungssitz des Amtes Reineberg. Das Hochstift Minden wurde 1648 säkularisiert und gelangte als Fürstentum Minden in den Besitz von Brandenburg-Preußen.
Die Burg Reineberg war bis 1723 Sitz des Drosten und der Verwaltung des Amtes Reineberg. Danach wurde sie auf Anordnung des Preußenkönigs Friedrich Wilhelm I. abgebrochen. Die noch brauchbaren Materialien wurden für den Bau eines neuen Amtshauses nahe der Domäne Reineberg verwendet.
Im Zuge der Neuordnung Deutschlands durch Napoleon I. wurde das Fürstentum Minden 1807 dem Königreich Westphalen eingegliedert. Dort wurde das Amt aufgelöst und eine neue Verwaltungsstruktur nach französischem Vorbild eingerichtet. Dabei entstand unter anderem der Kanton Reineberg, dem die meisten Orte der ehemaligen Vogteien Gohfeld, Hüllhorst, Quernheim und Schnathorst zugeordnet wurden. Der Rest des alten Amtes Reineberg fiel an die Kantone Bünde, Hille, Levern und Lübbecke. Von 1811 bis 1813 war das gesamte Gebiet des alten Amtes Reineberg von Frankreich annektiert. Nachdem das Gebiet 1813 wieder an Preußen gefallen war, wurde es 1816 auf die neuen Kreise Bünde und Rahden der Provinz Westfalen aufgeteilt.

## Gliederung
Das Amt Reineberg bestand aus den sechs Vogteien, die in Dörfer, Bauerschaften und adlige Güter untergliedert waren. Zuletzt hatte das Amt die folgende Gliederung:

### Vogtei Alswede
Zur Vogtei Alswede gehörten die Dörfer und Bauerschaften Alswede, Fabbenstedt, Hedem, Lashorst und Vehlage sowie die adligen Güter Benkhausen, Ellerburg und Hollwinkel.

### Vogtei Blasheim
Zur Vogtei Blasheim gehörten die Dörfer und Bauerschaften Blasheim, Obermehnen und Stockhausen sowie die adligen Güter Eickel und Stockhausen.

### Vogtei Gehlenbeck
Zur Vogtei Gehlenbeck gehörten die Dörfer und Bauerschaften Frotheim, Gehlenbeck, Isenstedt und Nettelstedt sowie die adligen Güter Grappenstein und Renkhausen.

### Vogtei Levern
Zur Vogtei Levern gehörten die Dörfer und Bauerschaften Destel, Levern, Niedermehnen und Sundern.

### Vogtei Quernheim
Zur Vogtei Quernheim gehörten die Dörfer und Bauerschaften Büttendorf, Dünne, Häver, Kirchlengern, Klosterbauerschaft, Oberbauerschaft, Quernheim, Rehmerloh und Spradow, das adlige Damenstift Quernheim sowie die adligen Güter Oberbehme, Obernfelde und Steinlake.

### Vogtei Schnathorst
Zur Vogtei Schnathorst gehörten die Dörfer und Bauerschaften Ahlsen, Holsen, Hüllhorst, Reineberg, Schnathorst und Tengern.

## Einwohnerzahlen
Die Vogteien und das gesamte Amt hatten 1788 die folgenden Einwohnerzahlen:
| Vogtei Ahlswede    | 02.345 |
| Vogtei Blasheim    | 01.638 |
| Vogtei Gehlenbeck  | 02.714 |
| Vogtei Levern      | 02.138 |
| Vogtei Quernheim   | 04.177 |
| Vogtei Schnathorst | 01.743 |
| Amt Reineberg      | 14.755 |

## Drosten
Als Vertreter des jeweiligen Landesherren des Hochstifts bzw. des Fürstentums Minden stand dem Amt Reineberg ein Drost vor. Die Drosten des Amtes sind nur unvollständig und ohne genaue Angabe ihrer Amtszeit überliefert.
- 15. Jahrhundert
  - Hermann von Melberg[6]

- 16. Jahrhundert
  - Johann Tribbe
  - Johann von Wullen[6]
  - Hilmar von Quernheim
  - Hilmar der Jüngere von Münchhausen

- 17. Jahrhundert
  - Johann Daniel Becker
  - Alexander von Wrede[6]

- 18. Jahrhundert
  - Bernhard von Genhardt[6]
  - Johann Heinrich Christoph von Korff